# Lista najstarszych ludzi w Polsce
Uwaga! W poniższych zestawieniach ujęto tylko osoby, o których jubileuszach informowała prasa lub w inny sposób publicznie je ogłoszono – a więc zapewne listy te nie są kompletne. Niekiedy wiek podawany przez cytowane źródło może budzić wątpliwości. Może się też zdarzyć, że osoba wymieniona jako żyjąca już zmarła, ale informacji o jej śmierci nie opublikowano.
Według danych GUS 31 grudnia 2023 w Polsce żyło 7387 stulatków, w tym 5602 kobiet i 1785 mężczyzn. Poważnym problemem są błędy w zapisanych w ewidencji ludności datach urodzenia, zwłaszcza w przypadku mężczyzn, wynikające między innymi z celowego zawyżania wieku ze względu na ochronę przed powołaniem do komunistycznego wojska lub możliwość otrzymania wcześniejszych świadczeń emerytalnych. Inne źródło błędów to osoby, których zgon nie został odnotowany w aktach stanu cywilnego, w wyniku czego pozostają one w ewidencji jako żyjące.
19 kwietnia 2022, po śmierci Kane Tanaki, Tekla Juniewicz stała się drugą pod względem wieku osobą na świecie (miała ten status przez 123 dni).

## Zweryfikowani polscy superstulatkowie

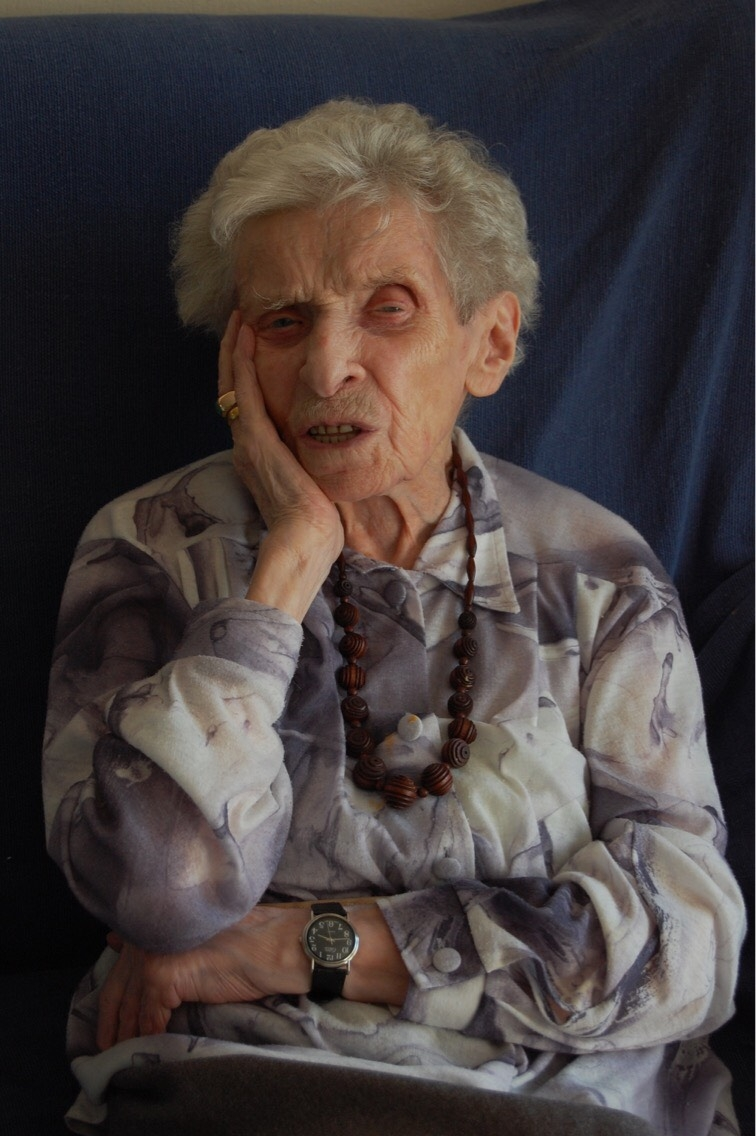
Wanda Wierzchleyska (1900–2012)

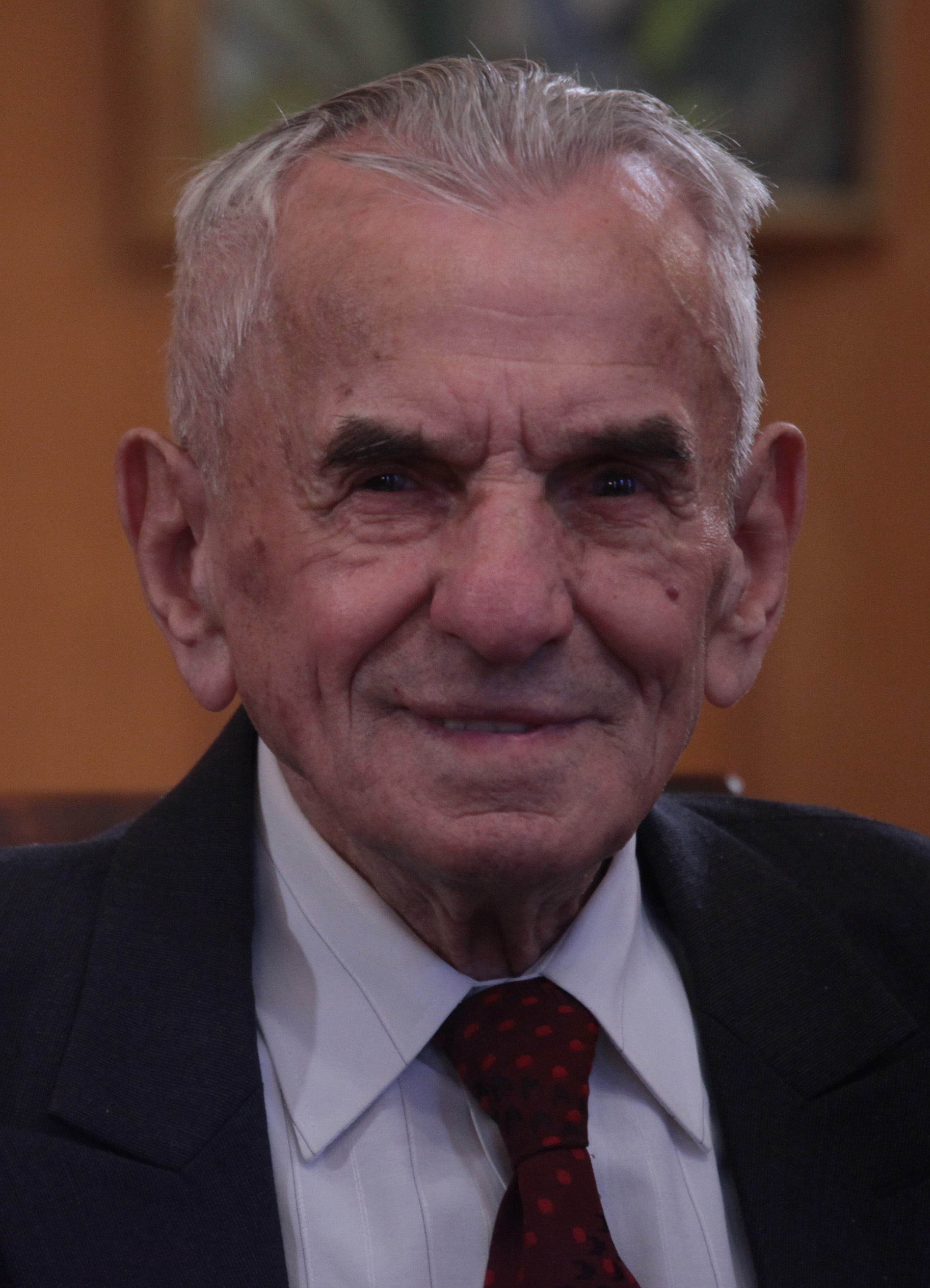
Stanisław Kowalski (1910–2022)

Tabela przedstawia listę superstulatków związanych z Polską, których wiek został pomyślnie zweryfikowany przez Gerontologiczną Grupę Badawczą. Ponumerowani i spisani pogrubioną czcionką są w niej najstarsi w historii Polacy. Osoby żyjące wyróżniono kolorem zielonym. Pozostałe osoby to emigranci pochodzenia polskiego, osoby urodzone na terenach dawniej należących do Polski lub terenach, które od 1945 stanowią jej terytorium.

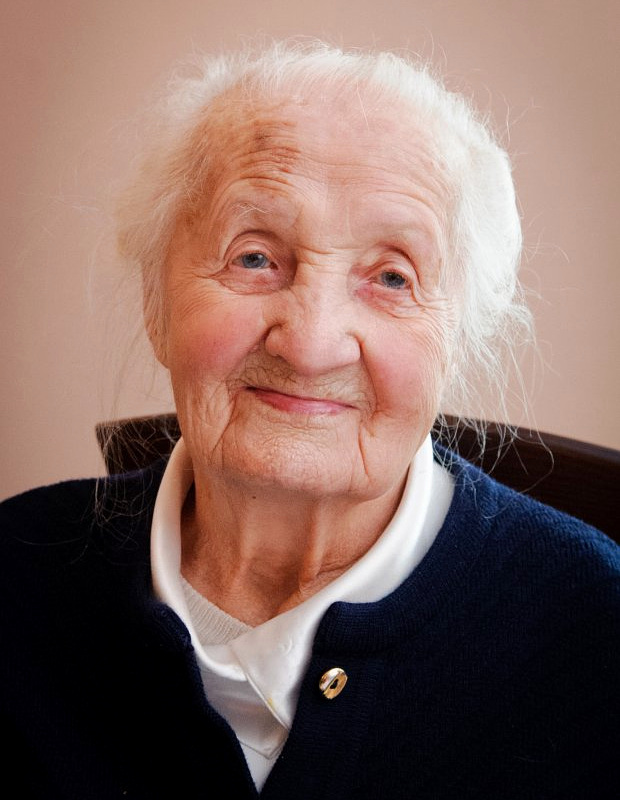
Aleksandra Dranka (1903–2014)

| Miejsce | Imię i nazwisko              | Płeć | Data urodzenia       | Data śmierci         | Wiek             | Kraj urodzenia       | Kraj/województwo zgonu/zamieszkania |
| ------- | ---------------------------- | ---- | -------------------- | -------------------- | ---------------- | -------------------- | ----------------------------------- |
| 1       | Tekla Juniewicz              | K    | 10 czerwca 1906      | 19 sierpnia 2022     | 116 lat 70 dni   | Austro-Węgry         | śląskie                             |
|         | Augusta Holtz                | K    | 3 sierpnia 1871      | 21 października 1986 | 115 lat 79 dni   | Cesarstwo Niemieckie | Stany Zjednoczone                   |
|         | Charlotte Kretschmann        | K    | 3 grudnia 1909       | 27 sierpnia 2024     | 114 lat 269 dni  | Cesarstwo Niemieckie | Niemcy                              |
|         | Jisra’el Kristal             | M    | 15 września 1903     | 11 sierpnia 2017     | 113 lat 330 dni  | Imperium Rosyjskie   | Izrael                              |
|         | Józef Kowalski               | M    | 2 lutego 1900        | 7 grudnia 2013       | 113 lat 308 dni  | Imperium Rosyjskie   | lubuskie                            |
|         | Erna Brosig                  | K    | 15 stycznia 1911     | 23 lipca 2024        | 113 lat 190 dni  | Cesarstwo Niemieckie | Niemcy                              |
|         | Mary Drymalski               | K    | 22 lipca 1880        | 1 grudnia 1993       | 113 lat 132 dni  | Cesarstwo Niemieckie | Stany Zjednoczone                   |
|         | Rose Girone                  | K    | 13 stycznia 1912     | 24 lutego 2025       | 113 lat 42 dni   | Austro-Węgry         | Stany Zjednoczone                   |
|         | Jadwiga Żak-Stewart          | K    | 15 lipca 1912        | żyje                 | 113 lat 34 dni   | Imperium Rosyjskie   | łódzkie                             |
|         | Rosa Rein                    | K    | 24 marca 1897        | 14 lutego 2010       | 112 lat 327 dni  | Cesarstwo Niemieckie | Szwajcaria                          |
|         | Hildeburg Lange              | K    | 12 stycznia 1907     | ~20 września 2019    | 112 lat ~251 dni | Cesarstwo Niemieckie | Niemcy                              |
|         | Gertruda Górecka             | K    | 12 listopada 1911    | 25 czerwca 2024      | 112 lat 226 dni  | Cesarstwo Niemieckie | Kanada                              |
| 2       | Antonina Partyka             | K    | 22 września 1908     | 17 listopada 2020    | 112 lat 56 dni   | Imperium Rosyjskie   | lubuskie                            |
|         | Meta Berndt                  | K    | 9 listopada 1889     | 28 grudnia 2001      | 112 lat 49 dni   | Cesarstwo Niemieckie | Niemcy                              |
|         | Johanna Klink                | K    | 17 stycznia 1903     | 20 lutego 2015       | 112 lat 34 dni   | Cesarstwo Niemieckie | Niemcy                              |
| 3       | Stanisław Kowalski           | M    | 14 kwietnia 1910     | 5 kwietnia 2022      | 111 lat 356 dni  | Imperium Rosyjskie   | dolnośląskie                        |
|         | Theresa Bernstein-Meyerowitz | K    | 1 marca 1890         | 13 lutego 2002       | 111 lat 349 dni  | Austro-Węgry         | Stany Zjednoczone                   |
| 4       | Anna Styś                    | K    | 24 lipca 1908        | 1 lipca 2020         | 111 lat 343 dni  | Cesarstwo Niemieckie | pomorskie                           |
| 5       | Wanda Wierzchleyska          | K    | 3 marca 1900         | 14 stycznia 2012     | 111 lat 317 dni  | Austro-Węgry         | mazowieckie                         |
|         | Ida Wilhelmine Schorn        | K    | 4 maja 1864          | 8 marca 1976         | 111 lat 309 dni  | Cesarstwo Niemieckie | Stany Zjednoczone                   |
| 6       | Jadwiga Szubartowicz         | K    | 16 października 1905 | 20 lipca 2017        | 111 lat 277 dni  | Imperium Rosyjskie   | lubelskie                           |
|         | Maria Pogonowska             | K    | 30 października 1897 | 15 lipca 2009        | 111 lat 258 dni  | Imperium Rosyjskie   | Izrael                              |
| 7       | Joanna Lipińska              | K    | 18 sierpnia 1910     | 6 marca 2022         | 111 lat 200 dni  | Cesarstwo Niemieckie | wielkopolskie                       |
| 8       | Wanda Szajowska              | K    | 12 lutego 1911       | 26 sierpnia 2022     | 111 lat 195 dni  | Austro-Węgry         | małopolskie                         |
|         | Margarete Ottmann            | K    | 23 lutego 1903       | 17 sierpnia 2014     | 111 lat 175 dni  | Cesarstwo Niemieckie | Niemcy                              |
|         | Frieda Borchert              | K    | 5 stycznia 1897      | 22 czerwca 2008      | 111 lat 169 dni  | Cesarstwo Niemieckie | Niemcy                              |
|         | Fannie Buten                 | K    | 13 kwietnia 1899     | 24 września 2010     | 111 lat 164 dni  | Austro-Węgry         | Stany Zjednoczone                   |
| 9       | Józefa Ciesielska            | K    | 6 marca 1912         | 3 sierpnia 2023      | 111 lat 149 dni  | Cesarstwo Niemieckie | wielkopolskie                       |
|         | Jerzy Pajączkowski-Dydyński  | M    | 19 lipca 1894        | 6 grudnia 2005       | 111 lat 140 dni  | Austro-Węgry         | Wielka Brytania                     |
| 10      | Czesława Łasiewicz           | K    | 14 stycznia 1907     | 29 maja 2018         | 111 lat 135 dni  | Imperium Rosyjskie   | podlaskie                           |
|         | Alexander Imich              | M    | 4 lutego 1903        | 8 czerwca 2014       | 111 lat 124 dni  | Imperium Rosyjskie   | Stany Zjednoczone                   |
| 11      | Rozalia Milczarek            | K    | 5 października 1869  | 5 stycznia 1981      | 111 lat 122 dni  | Imperium Rosyjskie   | lubuskie                            |
| 12      | Ludwika Kosztyła             | K    | 3 sierpnia 1897      | 1 grudnia 2008       | 111 lat 120 dni  | Austro-Węgry         | podkarpackie                        |
| 13      | Jadwiga Zołotucho            | K    | 29 marca 1892        | 1 lipca 2003         | 111 lat 94 dni   | Austro-Węgry         | warmińsko-mazurskie                 |
| 14      | Eleonora Łosiewicz           | K    | 24 stycznia 1910     | 13 kwietnia 2021     | 111 lat 79 dni   | Cesarstwo Niemieckie | wielkopolskie                       |
|         | Victoria Rozelle             | K    | 17 maja 1913         | 23 lipca 2024        | 111 lat 67 dni   | Imperium Rosyjskie   | Stany Zjednoczone                   |
| 15      | Anna Gawłowska               | K    | 6 czerwca 1913       | 19 lipca 2024        | 111 lat 43 dni   | Austro-Węgry         | śląskie                             |
|         | Ida Enthof                   | K    | 7 września 1913      | 1 października 2024  | 111 lat 24 dni   | Cesarstwo Niemieckie | Niemcy                              |
| 16      | Michalina Wasilewska         | K    | 21 grudnia 1898      | 3 stycznia 2010      | 111 lat 13 dni   | Imperium Rosyjskie   | mazowieckie                         |
| 17      | Irena Śmiałowska             | K    | 27 marca 1908        | 30 marca 2019        | 111 lat 3 dni    |                      | mazowieckie                         |
|         | Pauline Spyra                | K    | 24 kwietnia 1886     | 11 stycznia 1997     | 110 lat 262 dni  | Cesarstwo Niemieckie | Niemcy                              |
| 18      | Maria Roszak (s. Cecylia)    | K    | 25 marca 1908        | 16 listopada 2018    | 110 lat 236 dni  | Cesarstwo Niemieckie | małopolskie                         |
| 19      | Aleksandra Dranka            | K    | 3 października 1903  | 29 kwietnia 2014     | 110 lat 208 dni  | Austro-Węgry         | podkarpackie                        |
|         | Franziska Umrath             | K    | 5 września 1885      | 18 lutego 1996       | 110 lat 166 dni  | Cesarstwo Niemieckie | Niemcy                              |
| 20      | Marianna Misiewicz           | K    | 26 stycznia 1902     | 28 czerwca 2012      | 110 lat 154 dni  | Imperium Rosyjskie   | podlaskie                           |
| 21      | Irena Siła-Nowicka           | K    | 30 stycznia 1913     | 25 czerwca 2023      | 110 lat 146 dni  | Imperium Rosyjskie   | mazowieckie                         |
|         | Maria Jantke                 | K    | 18 października 1902 | 9 marca 2013         | 110 lat 142 dni  | Cesarstwo Niemieckie | Niemcy                              |
| 22      | Elżbieta Rogala              | K    | 3 listopada 1911     | 23 marca 2022        | 110 lat 140 dni  | Cesarstwo Niemieckie | kujawsko-pomorskie                  |
| 23      | Anna Winiarska               | K    | 23 lutego 1915       | żyje                 | 110 lat 176 dni  | Austro-Węgry         | podkarpackie                        |
|         | Ruth Weyl                    | K    | 6 listopada 1908     | 23 lutego 2019       | 110 lat 109 dni  | Cesarstwo Niemieckie | Stany Zjednoczone                   |
| 24      | Helena Michalik              | K    | 22 maja 1914         | 7 września 2024      | 110 lat 108 dni  | Stany Zjednoczone    | świętokrzyskie                      |
| 25      | Kazimiera Koralewska         | K    | 15 stycznia 1910     | 20 marca 2020        | 110 lat 65 dni   |                      | kujawsko-pomorskie                  |
| 26      | Józefa Karczewska            | K    | 23 listopada 1902    | 18 stycznia 2013     | 110 lat 56 dni   | Imperium Rosyjskie   | łódzkie                             |
| 27      | Józefa Stanisława Szyda      | K    | 11 marca 1903        | 1 maja 2013          | 110 lat 51 dni   | Imperium Rosyjskie   | łódzkie                             |
| 28      | Marianna Smolarczyk          | K    | 16 lutego 1897       | 30 marca 2007        | 110 lat 42 dni   | Imperium Rosyjskie   | świętokrzyskie                      |
| 29      | Julianna Garbacz             | K    | 22 czerwca 1900      | 18 lipca 2010        | 110 lat 26 dni   | Imperium Rosyjskie   | świętokrzyskie                      |
| 30      | Agnieszka Strzałka           | K    | 1 sierpnia 1912      | 25 sierpnia 2022     | 110 lat 24 dni   | Imperium Rosyjskie   | lubelskie                           |
| 31      | Emilia Borchert              | K    | 23 listopada 1910    | 6 grudnia 2020       | 110 lat 13 dni   | Imperium Rosyjskie   | mazowieckie                         |
| 32      | Marianna Błaziak             | K    | 14 września 1909     | 25 września 2019     | 110 lat 11 dni   | Imperium Rosyjskie   | lubelskie                           |

## Niezweryfikowani superstulatkowie urodzeni w granicach obecnej Polski
Stan na 20 lipca 2024.
| Imię i nazwisko    | Płeć | Data urodzenia       | Data śmierci         | Wiek           | Kraj urodzenia       | Kraj/województwo zgonu/zamieszkania |
| ------------------ | ---- | -------------------- | -------------------- | -------------- | -------------------- | ----------------------------------- |
| Gustav Gerneth     | M    | 15 października 1905 | 21 października 2019 | 114 lat 6 dni  | Cesarstwo Niemieckie | Niemcy                              |
| Eufrozyna Kaminski | K    | 7 marca 1898         | 23 kwietnia 2009     | 111 lat 47 dni |                      | Kanada                              |
| Tzila Cohen        | K    | 21 listopada 1914    | żyje                 | 110 lat 40 dni | Cesarstwo Rosyjskie  | Izrael                              |
| Felicja Zajko      | K    | 30 listopada 1912    | 3 grudnia 2022       | 110 lat 3 dni  | Cesarstwo Niemieckie | Białoruś                            |

## Lista najstarszych obecnie żyjących ludzi w Polsce
Stan na 18 czerwca 2025 r. (wiek w dniach jest aktualizowany automatycznie). Pogrubioną czcionką oznaczono superstulatków. 
| Lp. | Imię i nazwisko         | Płeć | Data urodzenia       | Wiek            |
| --- | ----------------------- | ---- | -------------------- | --------------- |
| 1.  | Jadwiga Żak-Stewart     | K    | 15 lipca 1912        | 113 lat 34 dni  |
| 2.  | Anna Winiarska          | K    | 23 lutego 1915       | 110 lat 176 dni |
| 3.  | Zofia Powałowska        | K    | 1 listopada 1915     | 109 lat 290 dni |
| 4.  | Aleksandra Wodzyńska    | K    | 25 lutego 1916       | 109 lat 174 dni |
| 5.  | Gertrud Anna Frontzek   | K    | 15 marca 1916        | 109 lat 156 dni |
| 6.  | Stanisława Opalińska    | K    | 10 maja 1916         | 109 lat 100 dni |
| 7.  | Marianna Wesołowska     | K    | 12 listopada 1916    | 108 lat 279 dni |
| 8.  | Marianna Supeł          | K    | 2 marca 1917         | 108 lat 169 dni |
| 9.  | Bronisława Siok         | K    | 28 kwietnia 1917     | 108 lat 112 dni |
| 10. | Helena Woronicz         | K    | 20 maja 1917         | 108 lat 90 dni  |
| 11. | Tadeusz Lutak           | M    | 29 sierpnia 1917     | 107 lat 354 dni |
| 12. | Jadwiga Gryskowska      | K    | 10 września 1917     | 107 lat 342 dni |
| 13. | Teresa Wójcik           | K    | 16 września 1917     | 107 lat 336 dni |
| 14. | Zofia Curkan            | K    | 28 listopada 1917    | 107 lat 263 dni |
| 15. | Zofia Podgórska         | K    | 18 stycznia 1918     | 107 lat 210 dni |
| 16. | Kazimiera Czmiel        | K    | 6 marca 1918         | 107 lat 165 dni |
| 17. | Alfons Tomke            | M    | 16 lipca 1918        | 107 lat 33 dni  |
| 18. | Stanisława Fidura       | K    | 24 października 1918 | 106 lat 298 dni |
| 19. | Stanisława Gryz         | K    | 2 listopada 1918     | 106 lat 289 dni |
| 20. | Mieczysława Urbańska    | K    | 8 grudnia 1918       | 106 lat 253 dni |
| 21. | Helena Nenutil          | K    | 10 stycznia 1919     | 106 lat 220 dni |
| 22. | Genowefa Cygańska       | K    | 15 marca 1919        | 106 lat 156 dni |
| 23. | Władysław Siemaszko     | M    | 8 czerwca 1919       | 106 lat 71 dni  |
| 24. | Anna Banuch             | K    | 24 czerwca 1919      | 106 lat 55 dni  |
| 25. | Apolonia Wolska         | K    | 4 lipca 1919         | 106 lat 45 dni  |
| 26. | Weronika Witt           | K    | 17 lipca 1919        | 106 lat 32 dni  |
| 27. | Maria Duziak            | K    | 1 sierpnia 1919      | 106 lat 17 dni  |
| 28. | Ludwika Nawrocka        | K    | 4 sierpnia 1919      | 106 lat 14 dni  |
| 29. | Paweł Kołek             | M    | 15 października 1919 | 105 lat 307 dni |
| 30. | Helena Koprowska        | K    | 28 października 1919 | 105 lat 294 dni |
| 31. | Józef Urbański          | M    | 24 grudnia 1919      | 105 lat 237 dni |
| 32. | Henryk Kokosza          | M    | 3 stycznia 1920      | 105 lat 227 dni |
| 33. | Zofia Siwińska          | K    | 14 lutego1920        | 105 lat 185 dni |
| 34. | Janina Śliwa            | K    | 15 marca 1920        | 105 lat 156 dni |
| 35. | Józefa Maniora          | K    | 18 marca 1920        | 105 lat 153 dni |
| 36. | Bronisława Gabryjończyk | K    | 8 kwietnia 1920      | 105 lat 132 dni |
| 37. | Edward Śmiałowski       | M    | 1 maja 1920          | 105 lat 109 dni |
| 38. | Krystyna Gontarczyk     | K    | 11 maja 1920         | 105 lat 99 dni  |
| 39. | Wanda Mazippus          | K    | 10 czerwca 1920      | 105 lat 69 dni  |
| 40. | Marianna Jarzyńska      | K    | 7 czerwca 1920       | 105 lat 72 dni  |